# Пиру, Джоэл
Джоэл Мохаммед Рамзан Пиру (нидерл. Joël Mohammed Ramzan Piroe; род. 2 августа 1999, Вихен, Гелдерланд) — нидерландский футболист, нападающий клуба «Лидс Юнайтед».

## Клубная карьера
Пиру — воспитанник клубов «Нейменген», «Куик 1888», «Вузик», НЕК «Фейеноорд» и ПСВ. 2 декабря 2016 года в матче против «Ахиллес ’29» он дебютировал в Эрстедивизи в составе последнего. Летом 2019 года Пиру для получения игровой практики на правах аренды перешёл в роттердамскую «Спарту». 25 августа в матче против ПЕК Зволле он дебютировал в Эредивизи. 19 января 2020 года в поединке против «Аякса» Джоэл забил свой первый гол за «Спарту». По окончании аренды он вернулся в ПСВ. 4 октября в матче против ситтардской «Фортуны» он дебютировал за основной состав. 6 декабря в поединке против «Херенвена» Джоэл забил свой первый гол за ПСВ. 10 декабря в матче Лиги Европы против кипрской «Омонии» он сделал «дубль».
Летом 2021 года Пиру перешёл в уэльский «Суонси Сити», подписав контракт на 3 года. 14 августа в матче против «Шеффилд Юнайтед» он дебютировал в Чемпионшипе. 17 августа в поединке против «Сток Сити» Джоэл забил свой первый гол за «Суонси Сити».

## Международная карьера
В 2017 году в составе юношеской сборной Нидерландов Пиру принял участие в юношеском чемпионате Европы в Грузии. На турнире он сыграл в матчах против команд Германии и Англии. В поединке против немцев Джоэл сделал хет-трик.

## Достижения
«Лидс Юнайтед»
- Победитель Чемпионшипа Английской футбольной лиги: 2024/25